# Erika Ferrara
Erika Ferrara (Fermo, 16 luglio 1999) è una giocatrice di calcio a 5 ed ex calciatrice italiana, laterale del Città di Falconara e della Nazionale .

## Carriera

### Calcio
Erika Ferrara si appassiona al mondo del calcio fin dalla giovanissima età, tesserandosi con il Porto Sant'Elpidio e giocando in Serie C dalla stagione 2013-2014 nel ruolo di centrocampista.
Nell'estate 2014 decide di passare alla E.D.P. Jesina che la inserisce nella sua formazione che partecipa al Campionato Primavera di categoria.
Durante il calciomercato estivo 2015 coglie l'occasione per compiere un salto di categoria sottoscrivendo con la Riviera di Romagna un contratto per giocare in Serie A per la stagione entrante. Ferrara, impiegata in 15 occasioni alle quali si aggiungono le due in Coppa Italia, condivide le sorti della squadra la quale, dopo un girone di andata concluso all'ottavo posto e mantenendosi in zona salvezza anche per gran parte del campionato, in virtù dei risultati negativi degli ultimi incontri non riesce a evitare la retrocessione in Serie B, arrivata alla penultima giornata.

### Calcio a 5
La decisione della società di non iscriversi al campionato successivo svincola la giocatrice che decide di cambiare categoria accettando la proposta del Real Lions Ancona per la sua prima esperienza nel calcio a 5 femminile, per giocare in Serie A la stagione entrante.
La stagione successiva il Real Lions Ancona non si iscrive e la sua eredità viene presa dalla Dorica Torrette Femminile, nel campionato di A2. A dicembre 2017, durante la sessione invernale del futsalmercato, viene acquistata dal Città di Falconara.
Con le Citizens fa subito il suo debutto in Serie A. Nel campionato successivo segna le prime reti nella massima serie del futsal femminile in un crescendo di prestazioni che non passa inosservato: nel dicembre 2018 arriva anche la prima convocazione con la Nazionale Italiana di calcio a 5 femminile.
Nel 2021 vince la Coppa Italia, primo titolo nazionale personale e delle Citizens. Nello stesso anno la squadra arriva in finale scudetto, persa poi contro il Montesilvano. L'anno successivo è quello dello storico il Triplete nazionale: vince la Supercoppa Italiana a dicembre (gara non disputata per infortunio), la Coppa Italia ad aprile e lo Scudetto in gara-3 il 12 giugno 2022.
Dalla stagione 2022/2023 eredita da Sofia Luciani la fascia di capitano. Proprio lei alza la Supercoppa Italiana 2022 nella finale di Genzano contro il Real Statte e, il 22 dicembre, il titolo continentale al termine dell'European Women's Futsal Tournament 2022, la Champions del calcio a 5 femminile.
Nella stagione 2024/2025, la migliore dal punto di vista realizzativo, guida le Citizens alla conquista del secondo Scudetto al termine di partite tiratissime, tra semifinale e finale, contro Bitonto e Pescara.

### Beach soccer
Nell'estate del 2019 vince lo scudetto con la maglia della Sambenedettese.

## Statistiche Calcio a 5

### Presenze e reti in Serie A
Aggiornato a giugno 2024.
| Stagione                  | Squadra                   | Campionato                | Campionato | Campionato | Coppa della Divisione | Coppa della Divisione | Coppa Italia | Coppa Italia | Supercoppa Italiana | Supercoppa Italiana | European Woman's Futsal | European Woman's Futsal | Totale | Totale |
| Stagione                  | Squadra                   | Comp                      | Pres       | Reti       | Pres                  | Reti                  | Pres         | Reti         | Pres                | Reti                | Pres                    | Reti                    | Pres   | Reti   |
| ------------------------- | ------------------------- | ------------------------- | ---------- | ---------- | --------------------- | --------------------- | ------------ | ------------ | ------------------- | ------------------- | ----------------------- | ----------------------- | ------ | ------ |
| 2017-2018                 | Falconara                 | Serie A                   | 22         | 0          |                       |                       |              |              |                     |                     |                         |                         | 22     | 0      |
| 2018-2019                 | Falconara                 | Serie A                   | 32         | 4          |                       |                       |              |              |                     |                     |                         |                         | 32     | 4      |
| 2019-2020                 | Falconara                 | Serie A                   | 18         | 3          | 3                     | 3                     |              |              |                     |                     |                         |                         | 18     | 6      |
| 2020-2021                 | Falconara                 | Serie A                   | 26         | 6          |                       |                       | 2            | 0            |                     |                     |                         |                         | 28     | 6      |
| 2021-2022                 | Falconara                 | Serie A                   | 21         | 4          |                       |                       | 3            | 0            |                     |                     |                         |                         | 24     | 4      |
| 2022-2023                 | Falconara                 | Serie A                   | 31         | 15         |                       |                       | 1            | 0            | 1                   | 1                   | 3                       | 4                       | 36     | 20     |
| 2023-2024                 | Falconara                 | Serie A                   | 26         | 17         |                       |                       | 1            | 0            |                     |                     |                         |                         | 27     | 17     |
| 2024-2025                 | Falconara                 | Serie A                   | 28         | 21         |                       |                       | 1            | 0            |                     |                     |                         |                         | 30     | 21     |
| Totale Città di Falconara | Totale Città di Falconara | Totale Città di Falconara | 204        | 70         | 3                     | 3                     | 8            | 0            | 1                   | 1                   | 3                       | 4                       | 219    | 78     |
| Totale carriera           | Totale carriera           | Totale carriera           | 204        | 70         | 3                     | 3                     | 8            | 0            | 1                   | 1                   | 3                       | 4                       | 219    | 78     |

## Palmarès

### Calcio a 5
- Campionato Italiano: 2

Città di Falconara: 2021-22, 2024-25
- Coppa Italia: 2

Città di Falconara: 2020-2021, 2021-2022
- Supercoppa Italiana: 2

Città di Falconara: 2021, 2022
- European Women's Futsal Tournament: 1

Città di Falconara: 2022

### Beach soccer
- Campionato italiano: 1

Sambenedettese  2019